# Damián Iguacén Borau
Damián Iguacén Borau, né le 12 février 1916 à Fuencalderas et mort le 24 novembre 2020 à Huesca, est un évêque espagnol de l'Église catholique.

## Biographie
Il est né à Fuencalderas, en Espagne, et a été ordonné prêtre le 7 juin 1941. Il a été consacré évêque du diocèse de Barbastro-Monzón le 11 octobre 1970. Il a ensuite été transféré au diocèse de Teruel et Albarracín le 23 septembre 1974 et plus tard il devient le dixième évêque du diocèse de San Cristóbal de La Laguna le 14 août 1984, où il reste jusqu'à sa retraite le 12 juin 1991.
Mgr Iguacén Borau a fêté ses 100 ans en février 2016. Il était le plus ancien évêque de l'Église catholique et le plus ancien évêque d'Espagne.
Le 24 novembre 2020, Mgr Iguacén Borau décède à l'âge de 104 ans.